# Pseudopterorthochaetes kumasii
Pseudopterorthochaetes kumasii är en skalbaggsart som beskrevs av Renaud Maurice Adrien Paulian 1974. Pseudopterorthochaetes kumasii ingår i släktet Pseudopterorthochaetes och familjen Hybosoridae. Inga underarter finns listade i Catalogue of Life.